# Amblyraja doellojuradoi
Amblyraja doellojuradoi är en rockeart som först beskrevs av Aurelio J. Pozzi 1935.  Amblyraja doellojuradoi ingår i släktet trubbnosrockor, och familjen egentliga rockor. IUCN kategoriserar arten globalt som livskraftig. Inga underarter finns listade i Catalogue of Life.